# San Martín de Cebollada
Cebollada o San Martín de Cebollada fue una aldea de la Comunidad de Daroca despoblada ya a finales de la Edad Media.

## Geografía
Estaba situada en el término municipal de Val de San Martín, entre el núcleo del municipio y Valdehorna.

## Historia
Ramón de Castrocol otorgó la iglesia de Cebollada a los clérigos de la iglesia de San Miguel de Daroca en el año 1205, a la que pagaba diezmos, como podemos leer en el Libro Bermejo:

clericis Sancti Michaelis, concedo ecclesias de Langua et de Cebollada, ut eas semper canonice possideant;

Según Rafael Esteban Abad los términos de Cebollada fueron deslindados en febrero de 1489.
- Datos: Q13048688